# آناتولی سولوویف
آناتولی سولوویف (به انگلیسی: Anatoly Yakovlevich Solovyev) فضانورد اهل کشور روسیه است که در ۱۶ ژانویهٔ ۱۹۴۸ در ریگا زاده شد. وی در مأموریت میر ئی‌پی-۲، سایوز تی‌ام-۵، سایوز تی‌ام-۴، سایوز تی‌ام-۹، سایوز تی‌ام-۱۵، اس‌تی‌اس-۷۱، ایستگاه فضایی میر، سایوز تی‌ام-۲۱، سایوز تی‌ام-۲۶ حضور داشته‌است.